# Tillandsia afonsoana
Tillandsia afonsoana är en gräsväxtart som beskrevs av Strehl. Tillandsia afonsoana ingår i släktet Tillandsia och familjen Bromeliaceae. Inga underarter finns listade i Catalogue of Life.